# Axel Bellinghausen
Axel Bellinghausen (17 de maig de 1983, Siegburg, Rin del Nord-Westfàlia) és un futbolista alemany que des del 2009 juga al FC Augsburg
A l'edat dels cinc anys, començà a jugar futbol al TuS 05 Oberpleis. El 1993, quan tenia 10 anys, va anar al Bayer 04 Leverkusen. Va deixar el Bayer 04 Leverkusen cinc anys més tard per jugar al Fortuna Düsseldorf on se va convertir en jugador professional de futbol en el 2001. En 2005, signà un contracte amb el Kaiserslautern, on va ser fet capità de l'equip en març del 2008. El 30 de juny del 2009 va marxar del club per unir-se al FC Augsburg, a la 2. Bundesliga, on va signar un contracte per dos anys jugant-hi fins al 2012 quan fitxa pel Fortuna Düsseldorf.